# Incisitermes minor
Az Incisitermes minor a rovarok (Insecta) osztályának csótányok (Blattodea) rendjébe, ezen belül a farágó termeszek (Kalotermitidae) családjába tartozó faj.

## Előfordulása
Az Incisitermes minor eredeti előfordulási területe az Amerikai Egyesült Államok nyugati fele, főleg Kalifornia és Mexikó északnyugati részei. Újabban ez a termeszfaj az USA keleti felén is megjelent; manapság kis állományai vannak Virginia és Florida között. A keleti térhódítását, valószínűleg az ember okozta, habár akaratlanul. Az elterjedési területén gyakori. Az ember szempontjából, kártevőnek számít.

## Megjelenése
Az ifjú királyok és királynők, azaz a szárnyas példányok 11–12 milliméter hosszúak, míg a katonák 8–12 milliméteresek, a dolgozók pedig 11–12 milliméteresek.

## Életmódja
Ez az apró rovar, a királyi pár köré épült társadalomban él. A természetes élőhelyükön elhalt fák bomlasztásáért felelősek. Emiatt az emberi településeknél, a házakban is kárt tesznek.

## Szaporodása
Csak a szárnyas példányok szaporodnak. Miután kirepüléskor párosodtak, a királyi pár egy újabb kolóniát hoz létre.